# Revista Azara
La Revista Azara es una publicación argentina de divulgación científica, semestral, editada desde 2013 por la Fundación de Historia Natural Félix de Azara (Fundación Azara), una ONG ambientalista que actúa en convenio con el Departamento de Ciencias Naturales y Antropológicas de la Universidad Maimónides.

## Tipos de trabajos
Sus contenidos se vinculan a las ciencias naturales y antropológicas con el objetivo de facilitar la comunicación entre la comunidad científica, la comunidad universitaria y el público en general.

### Primer número de la Revista Azara
El primer número salió en el año 2013 y contó con 20 artículos. Encabeza la lista un artículo que reseña la vida de Félix de Azara y los siguientes artículos son sobre personajes relevantes en las ciencias naturales en Argentina.

## Nombre de la Revista
Su denominación rinde homenaje a Félix de Azara, un militar, ingeniero, explorador, cartógrafo, antropólogo, humanista y naturalista español que dedicó 20 años de su vida a investigar la geografía y vida silvestre del Virreinato del Río de la Plata, por lo que es considerado el primer naturalista de esa región austral de Sudamérica.